# Campionato albanese di calcio a 5 2005-2006
Il Campionato albanese di calcio a 5 2005/2006 (Kampionati Mini-Futbollit 2005/2006) è la terza edizione della manifestazione nazionale di calcio a 5 dell'Albania, si è disputato a partire dal novembre 2005 per la prima volta a girone unico. Al termine del campionato è stato necessario un match di spareggio per decidere chi tra KS Flamurtari Valona e KF Tirana sarebbe stato campione d'Albania.

## Classifica finale
| Posiz | Squadra     | Pti | G  | V  | N | P  | GF  | GS  |
| ----- | ----------- | --- | -- | -- | - | -- | --- | --- |
| 1     | Tirana      | 63  | 24 | 21 | 0 | 3  | 196 | 98  |
| 2     | Flamurtari  | 63  | 24 | 21 | 0 | 3  | 192 | 95  |
| 3     | KS Ali Demi | 51  | 24 | 17 | 0 | 7  | 126 | 92  |
| 4     | Vllaznia    | 44  | 24 | 14 | 2 | 8  | 145 | 119 |
| 5     | Teuta       | 43  | 24 | 14 | 1 | 9  | 188 | 133 |
| 6     | Albpetrol   | 42  | 24 | 14 | 0 | 10 | 117 | 86  |
| 7     | Flabina     | 42  | 24 | 14 | 0 | 10 | 124 | 134 |
| 8     | Olimpik     | 34  | 24 | 11 | 1 | 12 | 107 | 93  |
| 9     | Beselidhja  | 28  | 24 | 9  | 1 | 14 | 141 | 169 |
| 10    | Erzeni      | 20  | 24 | 6  | 2 | 16 | 108 | 141 |
| 11    | Joly Loto   | 14  | 24 | 4  | 2 | 18 | 59  | 106 |
| 12    | Pogradeci   | 10  | 24 | 3  | 1 | 20 | 92  | 207 |
| 13    | Besa        | 9   | 24 | 3  | 0 | 21 | 123 | 245 |
| 14    | Dinamo      | 0   | 0  | 0  | 0 | 0  | 0   | 0   |

## Gara di spareggio per il titolo
La gara per decidere la vincitrice del campionato si è svolta in una partita secca con due tempi da trenta minuti.
| Arbitri: | Lorenc Jemini (Tirana) Sokol Avdo (Tirana) |

| |            |                                                                        |
| Sina 21’ Mucollari 32’ (rig.) Llagami 35’ Nikolli 36’, 46’ Hysa 39’ Fisheku 40’                             | Marcatori  | 4’ M.Kalus 10’ Bega                                                    |
| · Fisheku · Nikolli · Mucollari · Resuli · Xhaferri · Nebiu · Hysa · Sina · Manastirliu · Gjerazi · Llagami | Formazioni | · Dahriu · Qopekaj · Golemi · K.Kalus · Bega · M.Kalus · Maze · Shinko |
| Bardhyl Hekuri                                                                                              | Allenatori | Pandeli Xhaho                                                          |